# Histoires à rebours
Histoires à rebours est le onzième volume de la première série de La Grande Anthologie de la science-fiction, paru en 1976.
Préfacé par Jacques Goimard, l'ouvrage réunit vingt nouvelles, publiées entre 1949 et 1965.

## Publications
- Jacques Goimard (dir.), Histoires à rebours, Le Livre de poche no 3773, 1976 (rééditions en 1978 et en 1984),  (ISBN 2-253-00835-4).

## Extraits de la préface
« (…) Le véritable amateur de science-fiction aime ce qu'il appelle les bonnes idées et ces bonnes idées ont toujours une dimension humoristique : la preuve, c'est qu'elles le font rire aux éclats. Par suite, la science-fiction tout entière apparaît comme un énorme canular, un spectacle de cirque, un jeu de société, et n'importe quel récit est apte à figurer dans une anthologie humoristique. (…) La peur est à la périphérie de la science-fiction et le rire est au centre. Il est plus civilisé, plus policé ; on peut y distinguer des gradations, des hiérarchies, des procédures. Si la science-fiction n'a pas sa Carte du Tendre, on pourrait certainement en dresser sa Carte du Rire. (…)

L’humour est le royaume du second degré : faire une nouvelle humoristique, c’est toujours reprendre à l’envers une nouvelle qui a déjà été faite. Par conséquent les nouvelles humoristiques ne peuvent pas former un ensemble systématique ; à supposer que cet ensemble existe ailleurs, elles n’en laissent pas pierre sur pierre. Leur seul point commun, c’est de renverser. Dans ces conditions, on a adopté un ordre, puisqu'il le fallait bien (le livre est un espace à une dimension allant du titre au mot fin), mais pour mieux le briser. À la fin du livre, il ne restera au lecteur que des morceaux — et le souvenir du vent de l'explosion. »

## Liste des nouvelles

### Le Gregory de Gladys
- Auteur : John Anthony West
- Titre original : Gladys's Gregory
- Publication : The Magazine of Fantasy & Science Fiction no 141, février 1963 (traduction de Christine Renard)
- Situation dans l'anthologie : p. 21 à 31
- Résumé : Le récit est un discours adressé aux membres féminines d'un certain club. L'orateur rappelle les données du problème : tout a commencé avec « le Gregory de Gladys », un homme bien dans sa peau, mangeant sainement et sportif, chose insupportable pour son épouse Gladys, qui se sentait ostracisée. Les autres femmes l'aidèrent un temps en « chouchoutant » Gregory, en l'invitant, en lui servant subrepticement les plats les plus gras et les plus sucrés. Peu à peu, Gregory grossit et arrêta le sport. Gladys pensa alors qu’elle pourrait ainsi présenter son mari au concours annuel de l'homme le plus gros du comté. Mais Gregory, ainsi mis en condition de concourir, continua de grossir, faisant regretter leur aide aux amies et rivales de Gladys. Tout le monde pensait qu'elle pourrait concourir d'ici deux ou trois ans, mais le jour du concours arrivé, on découvrit avec stupéfaction que Gregory se présentait et que son poids écrasait celui de ses concurrents : 337 kg ! Ayant gagné le concours, il choisit d'être mangé (comme tous les gagnants avant lui) d'une manière inhabituelle : cru ! Rien dans le règlement n'interdisant cela, on fit droit à sa requête. Le discours se termine sur la proposition d'insérer une nouvelle clause dans le règlement, afin d'interdire à l'avenir que les gagnants ne soient mangés crus.
- Liens externes :
  - « Liste des publications en France » sur le site NooSFere
  - Liste des publications dans le monde, selon iSFdb

### Qu’est-ce qu’il fabrique donc là-dedans?
- Auteur : Fritz Leiber
- Titre original : What's He Doing in Here ?
- Publication : Galaxy Science Fiction no 84, décembre 1957 (traduction de Rosine Chomet)
- Situation dans l'anthologie : p. 33 à 42
- Résumé : Un professeur américain reçoit chez lui un Martien, dont le reste de l'humanité ignore la présence sur Terre. Lorsque l'extraterrestre demande timidement où il peut « s'isoler », le professeur s'extasie de l'identité des tabous corporels sur Terre et sur Mars. Mais il commence à se poser des questions lorsque le Martien s'éternise dans la salle de bains qu'il lui a indiquée.

Son fils, regardant par la fenêtre, rapporte que le Martien s'est fait couler un bain et s'y est immergé. Ne sachant que faire, la famille passe la nuit devant la porte de la salle de bains. Au matin, le Martien catastrophé croit qu'il a les privés de leur lit, car c'est bien ce qu'est une baignoire sur Mars. Le professeur en conclut qu'il est décidément bien difficile de prédire les us et coutumes d'une autre race.
- Liens externes :
  - « Liste des publications en France » sur le site NooSFere
  - Liste des publications dans le monde, selon iSFdb

### Une leçon d’écriture
- Auteur : Arthur Porges
- Titre original : Story Conference
- Parution : The Magazine of Fantasy & Science Fiction no 24, mai 1953 (traduction de Roger Durand)
- Situation dans l'anthologie : p. 43 à 54
- Résumé : Gryzzll Pfrafnick est un Martien arrivé récemment sur Terre. Découvrant la littérature de science-fiction, il se dit qu'il est le mieux placé pour rédiger des nouvelles de ce type et les proposer aux magazines spécialisés. Sa déconvenue n'en est que plus grande : convoqué par un éditeur, ce dernier lui explique que son récit est tout à fait désolant, peu crédible, mal construit, incohérent et faisant état de postulats totalement erronés. L'éditeur lui assène diverses « vérités communément admises » en littérature de science-fiction. Quand Gryzzll Pfrafnick se montre sous sa vraie apparence de Martien, l'éditeur est tout d'abord surpris, mais reprend vite ses certitudes : « Mon cher Mr Pfrafnick, l'excuse la plus usée de l'écrivain débutant est : Mais cela m'est vraiment arrivé, à moi. Les faits réels ne me regardent pas, pas plus qu'ils ne doivent regarder un artiste. La question est de convaincre le lecteur. Il se peut, mon cher monsieur, que vous soyez un Martien tel que vous le décrivez ; mais votre description ne dissipe nullement l’incrédulité. Par conséquent, votre travail est un échec. Et maintenant, si vous voulez m'excuser… » La nouvelle se termine par cette phrase : « Et Gryzzll Pfrafnick, le premier auteur à pouvoir écrire sur Mars de première main, se retira, l'oreille basse. »
- Liens externes :
  - « Liste des publications en France » sur le site NooSFere
  - Liste des publications dans le monde, selon iSFdb

### Le Misogyne
- Auteur : James Gunn
- Titre original : The Misogynist
- Parution : Galaxy Science Fiction no 24, novembre 1952 (traduction par Simone Hilling)
- Situation dans l'anthologie : p. 55 à 68
- Résumé : Harry, fameux pince-sans-rire selon ses amis (dont le narrateur), développe devant eux une théorie de son cru : les femmes ne sont pas des êtres humains, mais des extraterrestres, qui ont colonisé la Terre il y a des milliers d'années et qui ont su asservir les hommes. Maladroites avec les machines, irrationnelles, versatiles, elles ont besoin qu'ils s'occupent d'elles au quotidien. Le narrateur explique en détail ladite théorie, notamment basée sur de nombreuses affirmations poétiques, littéraires, etc. mais aussi sur quelques questions restées étrangement sans réponses : pourquoi y a-t-il plus de veuves que de veufs ? pourquoi les femmes vivent-elles plus longtemps et en meilleure santé ? pourquoi sont-elles nulles en maths et en sciences ? La soirée se termine, mais le narrateur a l'imprudence de dire à l'épouse d'Harry, en souriant, « Hello, extraterrestre ! » avant de laisser Harry seul avec elle. Le lendemain, le narrateur apprend qu'Harry est mort d'une crise cardiaque, malgré l'intervention rapide de Mme Clarke, docteur en médecine. Le narrateur se sent mal : Harry paraissait en si bonne santé. Il vient de finir de mettre par écrit les déclarations de Harry, formant ainsi le texte de la nouvelle, puis il ajoute qu'il doit aller aider sa femme à mettre en route la chaudière à la cave, avant qu'elle la casse.
- Liens externes :
  - « Liste des publications en France » sur le site NooSFere
  - Liste des publications dans le monde, selon iSFdb

### Un problème de chasse
- Auteur : Robert Sheckley
- Titre original : Hunting Problem
- Situation dans l'anthologie : p. 69 à 86.

### L’Exilée de Mars
- Auteur : Evelyn E. Smith
- Titre original : Outcast of Mars
- Parution : The Magazine of Fantasy & Science Fiction no 72, mai 1957 (traduction d'Yves Rivière)
- Situation dans l'anthologie : p. 87 à 97
- Résumé : La planète Mars est habitée par des Martiens qui ressemblent à de beaux oiseaux. Les Humains établis sur Mars, essentiellement des mineurs, y sont tout en bas de l’échelle sociale, mais tentent de se rassurer en proclamant qu'ils sont les « vrais gens » et que les Martiens ne sont que des oiseaux pas très malins. L'héroïne, Liza-Jane Kallikak, âgée de 16 ans, fille aînée du vieux Kallilak, mineur alcoolique et violent, rêve d'une nouvelle vie avec un homme qui la sortirait de son milieu familial sordide. Un soir où son père a eu certaines tendances incestueuses à son égard au bistro du village, elle regagne en pleurs la maison. Sur le chemin, elle est accostée par Pp'eepi Rrrr-eep, qui la cajole et lui propose de la ramener chez elle. Elle accepte. En fin de compte, elle cède aux avances du Martien, qui la courtise adroitement et tous deux ont des relations sexuelles. Le Martien lui promet qu'il reviendra la chercher et l'épouser. Néanmoins, le temps passe, et force est de constater que le Martien n'est jamais revenu chercher Liza-Jane. Celle-ci ne peut plus cacher le fruit de sa passade d'un soir avec le Martien : comment avouer aux siens qu'elle couve un œuf ?
- Remarque : Dans la préface qui introduit la nouvelle, la question est posée : « (…) Si le colon n'était qu'un travailleur immigré ? Si le fier planteur n'était qu'un pauvre Blanc ? ». La nouvelle évoque implicitement le sort des Noirs (ici : les Humains sur Mars) aux États-Unis avant la reconnaissance de leurs droits civiques au milieu du XXe siècle, et les droits des Blancs (ici : les Martiens) ; et au-delà, le pouvoir sexuel des Blancs sur certaines jeunes filles Noires (ou petites blanches) victimes, soit de promesses de mariage non tenues, soit de viols.
- Liens externes :
  - « Liste des publications en France » sur le site NooSFere
  - Liste des publications dans le monde, selon iSFdb

### Mimétisme défensif
- Auteur : Algis Budrys
- Titre original : Protective Mimicry
- Publication : Galaxy Science Fiction no 27, février 1953 (traduction d'Arlette Rosenblum)
- Situation dans l'anthologie : p. 99 à 115
- Résumé : envoyé sur la piste d'un faux-monnayeur incroyablement habile, l'inspecteur Baumholtzer explore la planète Deneb XI lorsqu'il est capturé par sa proie. Le faussaire, Duodecimus Munger, se propose de le faire exécuter par la tribu dénébienne qu'il domine; mais d'abord, il montre à Baumholtzer la source de sa richesse - un arbre extraordinaire, qui à toute agression, répond en renvoyant le corps étranger multiplié par cent. Baumholtzer est sauvé in extremis mais se retrouve poussé contre l'arbre. Peu après, il précise qu'il va falloir un grand navire pour rapatrier ses cent vingt nouveaux sosies.
- Liens externes :
  - « Liste des publications en France » sur le site NooSFere
  - Liste des publications dans le monde, selon iSFdb

### Technique de survie
- Auteur : Poul Anderson (écrit en collaboration avec Kenneth Gray)
- Titre original : Survival Technique
- Publication : The Magazine of Fantasy & Science Fiction no 70, mars 1957 (traduction de Roger Durand)
- Situation dans l'anthologie : p. 117 à 140
- Résumé : trois augustes académiciens sont envoyés explorer la Rome antique en remplaçant trois pauvres Romains. Les superviseurs sont pleins de pitié pour leurs invités, qui vont certainement être terrifiés par l'époque moderne ! Mais ceux-ci (un escroc, une prostituée, et un voleur) s'évadent et disparaissent avec aisance. Par contre, les savants une fois récupérés, racontent qu'ils ont été dévalisés, rossés, emprisonnés, accusés de sorcellerie, envoyés aux galères... Des années plus tard, un des Romains rappelle dans une lettre à son compatriote, comment eux ont parfaitement réussi à survivre au vingtième siècle, devenant politicien, gourou, chef de la mafia, et riche veuve.
- Liens externes :
  - « Liste des publications en France » sur le site NooSFere
  - Liste des publications dans le monde, selon iSFdb

### Cesse donc de faire l’avion avec tes mains!
- Auteur : Jack Finney
- Titre original : Quit Zoomin' Those Hands Through the Air
- Publication : Collier's, 4 août 1951 (traduction de Michel Rivelin)
- Situation dans l'anthologie : p. 141 à 164
- Résumé : un vétéran de la guerre de Sécession raconte à son petit-fils qu'il a été le premier pilote de l'Histoire. Grâce à une machine temporelle, lui et un officier ont « emprunté » la machine de Orville et Wilbur Wright. Cependant, leur unique vol de reconnaissance nocturne donne des résultats faux, conduisant à la désastreuse bataille de Cold Harbor. Faisant profil bas pour échapper à la fureur de Grant, le narrateur ne croise celui-ci que plus tard, à la Maison-Blanche, où le président lui ordonne de garder le secret sur cette arme inefficace et pas si honorable.
- Liens externes :
  - « Liste des publications en France » sur le site NooSFere
  - Liste des publications dans le monde, selon iSFdb

### L'Homme qui tua Mahomet
- Auteur : Alfred Bester
- Titre original : The Men Who Murdered Mohammed
- Situation dans l'anthologie : p. 165 à 182

### La Clef laxienne
- Auteur : Robert Sheckley
- Titre original : The Laxian Key
- Publication : Galaxy Science Fiction no 48, novembre 1954 (traduction de Marcel Battin)
- Situation dans l'anthologie : p. 183 à 199

### La Meilleure Amie de l’Homme
- Auteur : Evelyn E. Smith[1]
- Titre original : Man's Best Friend
- Publication : Galaxy Science Fiction no 53, avril 1955 (traduction d'Arlette Rosenblum)
- Situation dans l'anthologie : p. 201 à 217
- Résumé : Gervase Schnee, pauvre anonyme, est désigné par la Machine à Pronostics comme prochain maître du pays. Pour obéir, il doit tuer son prédécesseur. Ni l'un ni l'autre n'en ont envie, cependant, aussi arrangent-ils un simulacre de mort, avec l'aide des précédents dirigeants, eux aussi « escamotés ». Après cela, Schnee va visiter la Machine. Lui seul sait que, en son cœur, derrière une porte minable, réside une vieille pythie. C'est sa propre mère, qui a décidé d'ainsi donner un emploi stable à son bon-à-rien de fils.
- Liens externes :
  - « Liste des publications en France » sur le site NooSFere
  - Liste des publications dans le monde, selon iSFdb

### L’Éducation de Tigress Macardle
- Auteur : Cyril M. Kornbluth
- Titre original : The Education of Tigress Macardle
- Publication : Venture Science Fiction no 4, juillet 1957 (traduction de René Lathière)
- Situation dans l'anthologie : p. 219 à 235
- Résumé : Dans une société américaine dystopique, où la royauté a été instaurée, les couples qui désirent un enfant doivent au préalable passer par le programme PQRP (« Programme des Qualités Requises pour la Procréation »). On confie à chaque couple un enfant-robot, afin que les futurs parents soient à même de savoir s'ils sont faits pour cela. C'est ainsi que George Macardle et Tigress Macardle se voient remettre « Bambino ». Dans le même temps, une civilisation située plusieurs siècles plus tard étudie, grâce à un « chronoscope », comment Bambino met la panique dans la maison bien ordonnée au point que, au bout de quelques jours, George décide de se faire stériliser, ne supportant plus l'idée d'assumer un jour la responsabilité d'être père. « Bambino » leur révèle alors qu'il était télécommandé par un opérateur, lequel les félicite pour leur choix courageux. Le récit se termine par une révélation fracassante : le professeur d'histoire du futur explique à ses étudiants que c'est pourquoi, quelques décennies plus tard, les Chinois ont facilement envahi les États-Unis, peuplés de personnes âgées et ne trouvant pas le courage de se battre. L'Amérique est donc devenue chinoise en raison de son refus de faire des enfants.
- Liens externes :
  - « Liste des publications en France » sur le site NooSFere
  - Liste des publications dans le monde, selon iSFdb

### Le Farceur
- Auteur : William Tenn
- Titre original : The Jester
- Publication : Thrilling Wonder Stories, août 1951 (traduction de Frank Straschitz)
- Situation dans l'anthologie : p. 237 à 260
- Lien externe : Fiche sur iSFdb
- Résumé : Lester est un comique de télévision, très connu et réputé pour son humour corrosif et pour ses réparties à l'emporte-pièce. Mais il a un problème : ses deux « gagmen », chargés de lui écrire ses sketches, viennent de le quitter. Il se retrouve donc sans dialoguiste. Aussi acquiert-il Rupert, un robot de dernière génération à qui il a fait implanter des logiciels d'humour. Peut-être Rupert sera-t-il en mesure de lui écrire quelques bons textes ? C'est le cas, mais un second problème se présente : il n'est pas accepté par Josephine, la petite amie de Lester, à qui il a cassé un bras. Elle demande à Lester de choisir entre elle et le robot, et donc entre l'Amour et l'Argent. En vertu de la Loi de la Robotique selon laquelle le Maître d'un Robot doit faire habiter celui-ci à son domicile, Lester est forcé de se prononcer; il décide de conserver Rupert. Un soir où Lester passe sur les ondes, Rupert se révolte soudainement, maîtrise les techniciens de plateau, et lance des piques féroces sur les produits publicitaires vantés à l'antenne – en direct! Tout le monde comprend que Lester est un imposteur, au surplus incapable de maîtriser son robot. Il est prestement licencié. Rupert devient un humoriste très demandé, quoique robot, le « Robot rigolard », « la machine la plus extraordinaire depuis l'invention de l'écrou ». Et en vertu de la Loi de la Robotique, il doit habiter chez Lester, qui ne survit financièrement qu'en devenant son imprésario.
- Liens externes :
  - « Liste des publications en France » sur le site NooSFere
  - Liste des publications dans le monde, selon iSFdb

### La Créature parfaite
- Auteur : John Wyndham (sous le pseudonyme de John Beynon)
- Titre original : The Perfect Creature
- Publication : Tales of Wonder no 1, 1937 (traduction de Simone Hilling)
- Situation dans l'anthologie : p. 261 à 292
- Résumé : Alfred et le narrateur, membres de la SPA de Membury, apprennent qu'une créature monstrueuse aurait été aperçue à proximité de la propriété du Dr Dixon. Tous deux vont lui rendre visite et il leur apprend qu'il a créé, à partir de matière organique à qui il réussit à insuffler une sorte de « flux vital », une créature « parfaite », une amélioration fonctionnelle et logique des mammifères. Ainsi, elle n'a pas de tête (à quoi bon ?), son cerveau est situé en plein centre de son corps, elle est dotée de quatre bras, etc. Ce que les témoins ont vu était une ébauche, un « premier jet » dépourvu d'intelligence. Dixon leur présente son œuvre, la créature parfaite, qu'il a dotée d'une sorte de féminité, de l'intelligence, de la capacité d'apprentissage et de la parole. Mais il se produit une chose imprévue : ayant reçu une trop grande quantité d'hormones, la créature tombe amoureuse d'Alfred. Avec ses quatre bras, elle se saisit de lui et l'emporte ! Une sorte de « chasse à l'homme / chasse à la créature » se met alors en place. Finalement, Alfred est délivré, mais depuis ce jour-là, il déteste les animaux femelles !
- Liens externes :
  - « Liste des publications en France » sur le site NooSFere
  - Liste des publications dans le monde, selon iSFdb

### Guerre froide
- Auteur : Henry Kuttner
- Titre original : Cold War
- Publication : Thrilling Wonder Stories, octobre 1949 (traduction de Simone Hilling)
- Situation dans l'anthologie : p. 293 à 328
- Résumé : La famille Hogben se compose de gens très particuliers, des mutants bienveillants qui se font passer pour des hillbillies en attendant que l'humanité puisse les tolérer. Le « jeune » Saunk (né vers 1660) est embêté quand il apprend que son brave oncle Lem a passé un marché avec l'horrible Pugh, autre mutant dont le fils a le talent d'empoisonner les gens à distance. Le but des Pugh est d'avoir une descendance dotée de ce pouvoir, afin de conquérir la Terre. Saunk doit céder à leur chantage, mais le pépé Hogben s'arrange pour tromper les Pugh : après quelques modifications génétiques mystérieuses, il use d'un bricolage temporel de Saunk pour les envoyer à l'âge des cavernes. Saunk pense que c'est une catastrophe, que les Pugh vont envahir le monde… mais il ne voit rien… jusqu'à ce que son pépé lui fasse remarquer que tous les virus du monde sont des Pugh, infiniment rapetissés par ses tripatouillages génétiques. Le premier savant qui en verra un de près aura une drôle de surprise…
- Remarques : la nouvelle, de registre fantastique, est écrite en langue argotique et familière. La guerre froide du titre ne concerne en rien la Guerre froide (1947-1991).
- Liens externes :
  - « Liste des publications en France » sur le site NooSFere
  - Liste des publications dans le monde, selon iSFdb

### Les Joueurs d'échecs
- Auteur : Charles D. Harness
- Titre original : The Chessplayers
- Publication : The Magazine of Fantasy & Science Fiction no 29, octobre 1953 (traduction de Abraham Cadabra)
- Situation dans l'anthologie : p. 329 à 348
- Résumé : Le narrateur craint que son club d'Échecs fasse faillite et perde l'imminent tournoi Fou contre Cavalier face aux Soviétiques. Il pense trouver une solution financière en admettant un professeur d’université, rescapé de la Solution finale (on est en 1947), qui a dressé un rat-prodige nommé Zénon : si Zénon bat les maîtres américains, ses cachets sauveront le club, financeront le tournoi, et sauveront le professeur de l'extradition. Mais Zénon, gavé du fromage qui récompense ses victoires, s'endort avant la fin de sa première partie simultanée, ce qui vaut forfait et invalide la tournée projetée. Sauf que… en observant Zénon, le professeur a écrit un brillant traité sur la problématique Fou/Cavalier! Comprenant enfin que c'est leur seule chance contre l'URSS, les deux plus riches membres du club (un sénateur et un magnat, joueurs médiocres mais qui se flattent de côtoyer des maîtres) se portent garants de sa caution. En sortant du club, l'agent du service de l'Immigration n'a toujours pas accepté l'idée qu'il y avait un rat dans le club ; le narrateur lui répond qu'il n'y en avait pas, juste des joueurs d'échecs.
- Liens externes :
  - « Liste des publications en France » sur le site NooSFere
  - Liste des publications dans le monde, selon iSFdb

### Manuscrit trouvé dans un sablé chinois
- Auteur : Cyril M. Kornbluth
- Titre original : MS. Found in a Chinese Fortune Cookie
- Publication : The Magazine of Fantasy & Science Fiction no 74, juillet 1957 (traduction de Michel Deutsch)
- Situation dans l'anthologie : p. 349 à 367
- Résumé : La nouvelle est censée être un ensemble de petits morceaux de papier trouvés par Cyril M. Kornbluth dans de petits sablés chinois. L'ensemble de ces morceaux de papier forme un récit selon lequel le rédacteur, écrivain, a découvert que d'autres utilisaient ce qu'il appelle « La Réponse », sorte de guide pour résoudre tous les problèmes; ils l'ont enfermé dans un asile d'aliénés pour en garder le secret. En fin de récit, Cyril M. Kornbluth indique qu'il lui manque le dernier message détaillant en quoi consiste « La Réponse ».
- Liens externes :
  - « Liste des publications en France » sur le site NooSFere
  - Liste des publications dans le monde, selon iSFdb

### Narapoïa
- Auteur : Alan Nelson
- Titre original : Narapoia
- Publication : The Magazine of Fantasy & Science Fiction no 7, avril 1951 (traduction d’Alain Dorémieux)
- Situation dans l'anthologie : p. 369 à 377.

### Le Haut Lieu
- Auteur : Richard Matheson
- Titre original : The Splendid Source
- Publication : Playboy dans le numéro de mai 1956 (traduction d'Yves Rivière)
- Situation dans l'anthologie : p. 379 à 404.